# التهاب الحنجرة والقصبة الهوائية لدى الطيور
اِلْتِهابُ الحَنْجَرَةِ والرُّغامَى الطَّيرِيّ أو اِلْتِهابُ الحَنْجَرَةِ والرُّغامَى العَدْوائِيّ (بالإنجليزية: Avian laryngotracheitis or infectious laryngotracheitis)‏ هو مرض فيروسي يصيب الطيور. يسببه فيروس التهاب الحنجرة والرغامى الطيري.